# پروپیل هگزانوات
پروپیل هگزانوات (به انگلیسی: Propyl hexanoate) یک ترکیب شیمیایی است. شکل ظاهری این ترکیب، مایع بی‌رنگ است.